# Géraud II de Mâcon
Géraud II de Mâcon (?-1224) fut comte de Mâcon de 1224 à 1224, comte de Vienne.

## Biographie
Fils du comte Guillaume IV de Mâcon et de Scholastique de Champagne (fille du comte Henri Ier de Champagne).
Il épouse Alix Guigonne de Forez (fille du comte Guigues III de Forez) avec qui il a pour enfant la future comtesse Alix de Mâcon.
Il disparait en 1224. Sa fille Alix de Mâcon lui succède comme comtesse de Mâcon et de Vienne.

## Sources
- Thierry Le Hête, Les comtes palatins de Bourgogne, 1995, 415 p.  (ISBN 2-9509692-0-8), p. 109.
- Foundation for Medieval Genealogy GERAUD de Vienne.